# الكارتل ..عصبة الأقوياء (مسلسل)
الكارتل..عصبة الأقوياء (بالإسبانية: El cartel de los sapos عصابة الضفادع) مسلسل تلفازي كولومبي أكشن يتكون من 50 حلقة بالنسخة الكولومبية من أنتاج شركة Caracol TV، يعرض لأول مرة في الشرق الأوسط على قناة الرشيد العراقية. مدبلج باللغة العربية اللهجة السورية وذلك سنة 2009.
اخرج النسخة العربية لهذا العمل (الاشراف الفني): سامر شالاتي

## القصة
عصابة يعملون في تجارة المخدرات غير المشروعة، وهم يفكرون أنها أسرع وسيلة ليصبحوا أغنياء، لكنهم لن تكون نهاية سعيدة لهم لأن في هذه الأعمال، كل شيء يتلاشى في نهاية المطاف. مانولو كاردونا بدور مارتن غونزاليس رجل يتاجر في المخدرات وهو في الخمسة عشر عاما من عمره وهو رجل طموح وجريء من عائلة من الطبقة الوسطى وبدء عمله في تجارة المخدرات عن طريق شقيق صديقه، وصديقه هو دييغو سدافيد الذي يمثل دور بيبي كادينا. وبدء عمله في المخدرات لتغيير مصيره، ومارتن الملقب ب «فريسيتا» يحصل على وظيفة في معمل للمخدرات برعاية كبيرة من شقيق صديقه ومدربه فرناندو سولورزانو بدور أوسكار كادينا. مارتن يتعلم بسرعة كبيرة ويبدأ بأرسال المخدرات إلى الولايات المتحدة، بينما أوسكار يتحالف مع الأخوان فيليغاس رئيسى عصابة كارتل الغربية، وهما أكبر تجار مخدرات في العالم: بابلو إسكوبار واسكوبار أسفل. فاما مارتن فيصبح رجلا غنياً ويقع في حب كارين مارتينيز التي تمثل بدور صوفيا، امرأة جميلة، لكنه يحصل على حبها عن طريق الكذب. لكن صوفيا تكتشف حقيقة مارتن وحقيقة ثروتة، ووجب عليه ان يختار: صوفيا أو المخدرات.
أوسكار يساعد الشرطة على القضاء على عصابة كارتل الغربية. وعلم سابو وجعل الحرب بين الشرطة الجنائية للوصول إلى نقطة الانهيار. مارتن يرفض المشاركة في هذه الحرب، ويقرر الذهاب إلى ميامي مع صوفيا وأولاده، ولكن ما لايعرفه هو أنه ليس في مكان آمن، وانه يجب أن يستمر في هذه الأنشطة غير القانونية، ومشاهدة أصدقاءه يموتون من قبل العصابة. العصابة والأخوه بين قتل ومعارك، مما أدى إلى رحيل مارتن للعمل في المكسيك ليبحث عن الحماية. بعد فوات الأوان أدرك أن في هذه الأعمال، أنه لايمكنه الفوز أبدا.

## الأبطال
- Manolo Cardona..... Martín
- Karen Martínez..... Sofía
- Diego Cadavid..... Pepe Cadena
- Robinson Díaz..... El Cabo
- Paulina Gálvez..... Katherine
- Carlos Augusto Maldonado..... Miguel
- Julio Ocampo..... Cristian
- Nelson Tallaferro..... William Torres
- Juan Carlos Arango..... Buñuelo
- Julián Arango..... Gaudaña
- Fernando Arevalo..... Julio Trujillo
- Natalia Betancurt..... Juliana
- Juliana Galvis..... Eliana
- John Gertz..... Sam Mattews
- Armando Gutierrez..... David Paz
- Santiago Moure..... Don Mario
- Andrés Parra..... Anestesia
- Juan Pablo Raba..... Pirulito
- Sandra Reyes..... Amparo Cadena
- Fernando Solórzano..... Oscar Cadena
- Nataly Umaña..... Juanita
- Jimmy Vasquez..... Revólver
- Luis Velasco..... Samuel Morales

## روابط خارجية
- الكارتل ..عصبة الأقوياء على موقع IMDb (الإنجليزية)
- الكارتل ..عصبة الأقوياء على موقع نتفليكس (الإنجليزية)
- الكارتل ..عصبة الأقوياء على موقع كينوبويسك (الروسية)
- الكارتل ..عصبة الأقوياء على موقع قاعدة بيانات الفيلم (الإنجليزية)